# Fletcher Steele
Fletcher Steele (* 7. Juni 1885 in Rochester als John Fletcher Steele; † 16. Juli 1971 ebenda) war ein amerikanischer Landschaftsarchitekt und Autor. Er gilt als der Pionier des modernen amerikanischen Gartendesigns bzw. als Brücke zur Moderne.
Fletcher Steele hat nahezu 700 Gärten gestaltet, fast ausschließlich Privatgärten. Er verfasste drei Bücher und hunderte Zeitschriftenartikel. Sein berühmtestes Werk ist der Garten von Naumkeag. Dieses Anwesen hat eine Fläche von 19,4 ha, steht jetzt unter Denkmalschutz (National Register of Historic Places) und ist heute öffentlich zugänglich.

## Leben
Steele absolvierte 1907 das Williams College, eine renommierte Privatuniversität. Anschließend besuchte er das Landschaftsarchitektur-Programm an der Harvard University. 1908 verließ er Harvard und begann eine Ausbildung beim Landschaftsarchitekten Warren H. Manning.
1913 unternahm Steele eine Studienreise nach Europa, die vier Monate dauerte. Nach seiner Rückkehr eröffnete er sein eigenes Architekturbüro. Seine ersten Arbeiten standen stark unter dem Einfluss des britischen Gartenstils des Arts and Crafts Movement. Während des Ersten Weltkriegs diente Fletcher im Amerikanischen Roten Kreuz in Europa.
Nach dem Besuch der Weltausstellung des Kunstgewerbes und Industriedesigns Exposition internationale des Arts Décoratifs et industriels modernes 1925 in Paris orientierte er sich zunehmend am Stil des Art déco. Steele spielte auch eine einflussreiche Rolle beim Übergang von Art déco zur Moderne.

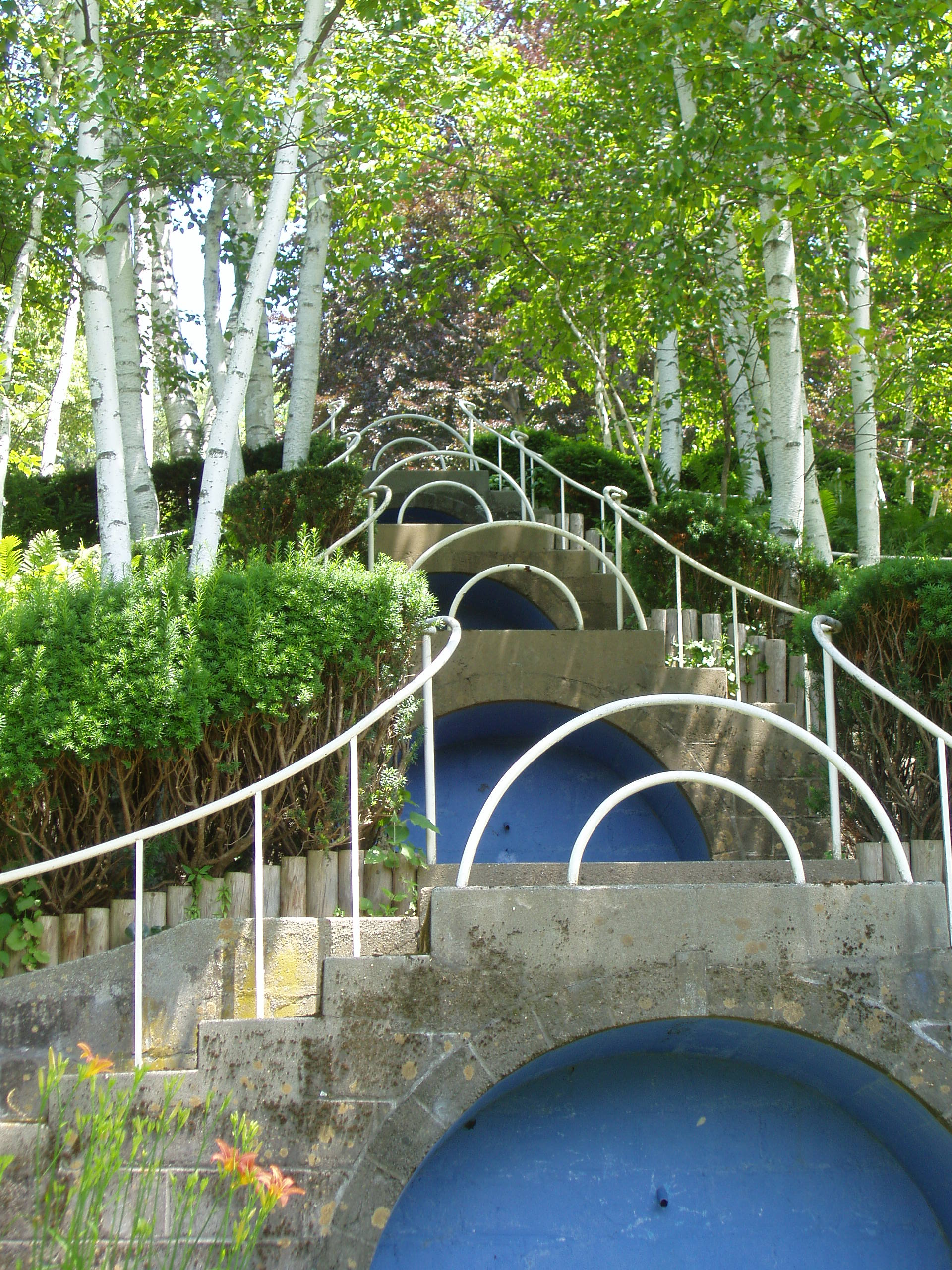
Die berühmten Blauen Stufen von Naumkeag

## Werke (Auswahl)
- Naumkeag, ehemaliges Anwesens des New Yorker Anwalts Joseph Hodges Choate, in den Berkshire Mountains auf dem Gebiet der Stadt Stockbridge im Bundesstaat Massachusetts
- Peters Reservation, ehemaliges Privatanwesen, heute Naturschutzgebiet bei Dover im Bundesstaat Massachusetts (Wanderwege und Unterholzpflanzung von Fletcher Steele)

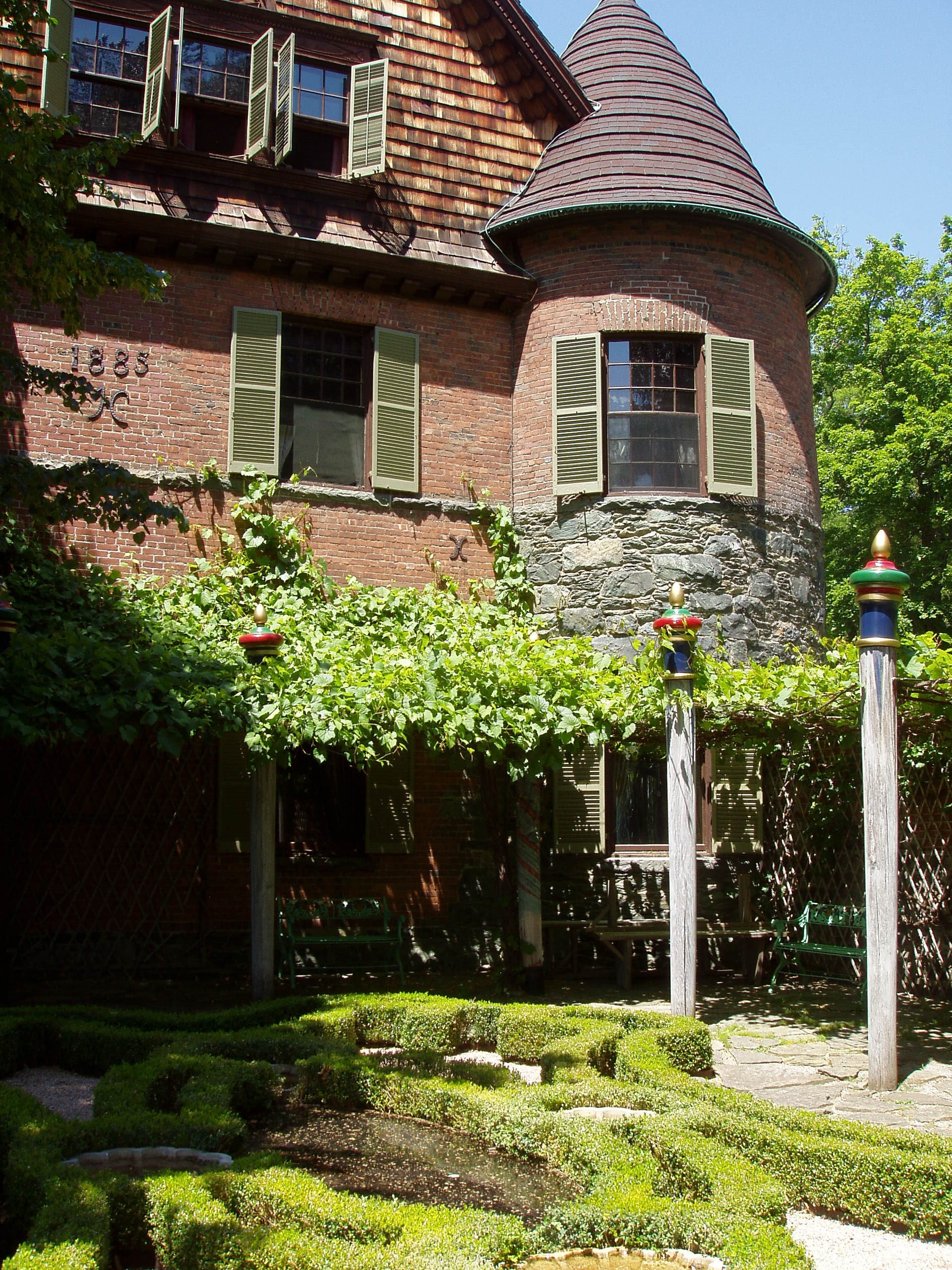
Afternoon Garden, Naumkeag
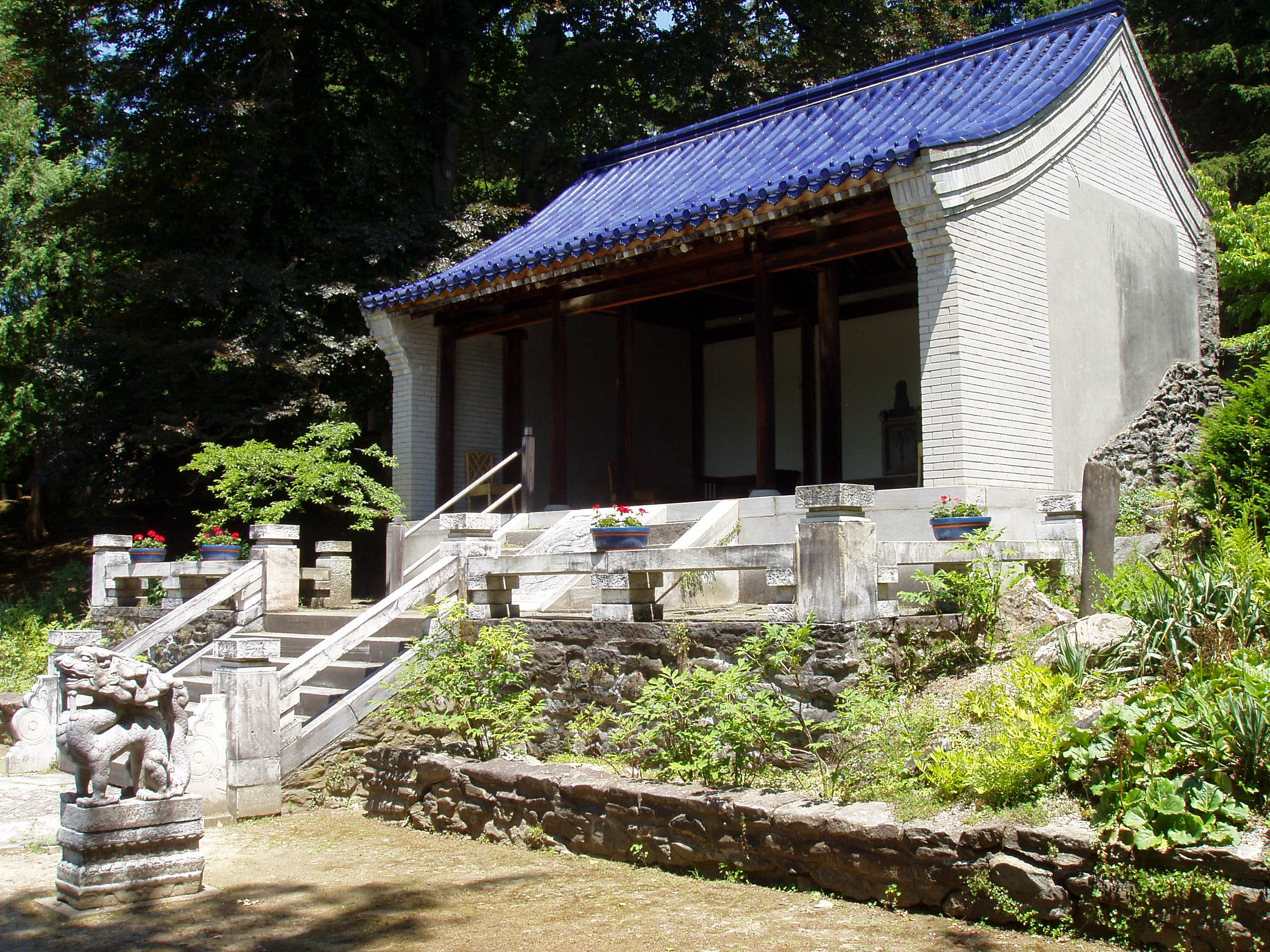
Chinese Garden, Naumkeag

## Schriften
- Design in the little garden, Boston, The Atlantic Monthly Press, 1924.
- The House beautiful gardening manual; a comprehensive guide, æsthetic and practical, for all garden lovers, both those who are still planning their gardens on paper and those who have had gardening experience, including plant lists compiled with the help of horticulturalists in all sections of the country, and an introductory chapter on garden design by Fletcher Steele, Boston, The Atlantic monthly press, 1926.
- Gardens and people, Boston, Houghton Mifflin, 1964.